# Кучер, Татьяна Евгеньевна
Татьяна Евгеньевна Кучер (род. 2 июля 1968) — советская и российская футболистка, защитница, тренер. Выступала за сборные СССР и России. Мастер спорта России (1993).

## Биография
В первых сезонах чемпионата России выступала за клуб «Русь» (Москва). Становилась серебряным призёром первой лиги в 1992 году и серебряным призёром высшей лиги в 1993 году, в обоих этих сезонах включалась в списки 33-х лучших футболисток России под № 1 на позиции левого защитника. В 1994 году перешла в «Чертаново-СКИФ».
Вызывалась в сборную СССР, где провела как минимум два матча — в сентябре 1990 года против сборной Франции. Позднее выступала за сборную России, провела не менее 18 матчей. В 1993 году в составе студенческой сборной России стала бронзовым призёром всемирной Универсиады в Канаде.
После окончания игровой карьеры работала детским тренером в школе «Чертаново». Также входила в тренерский штаб мини-футбольной команды «Чертаново». Ряд её воспитанниц вызывались в юниорские и взрослую сборные России.
Возглавляла юниорскую женскую сборную Москвы (до 17 лет), приводила её к призовым местам на всероссийских соревнованиях, в том числе к победе в первенстве России 2018 года. Работала старшим тренером женской юниорской сборной России.
Окончила МГАФК. Имеет звания «Ветеран труда», «Отличник физической культуры и спорта».